# Solva harmandi
Solva harmandi är en tvåvingeart som beskrevs av Seguy 1956. Solva harmandi ingår i släktet Solva och familjen lövträdsflugor. Inga underarter finns listade i Catalogue of Life.